# Knut (urs polar)

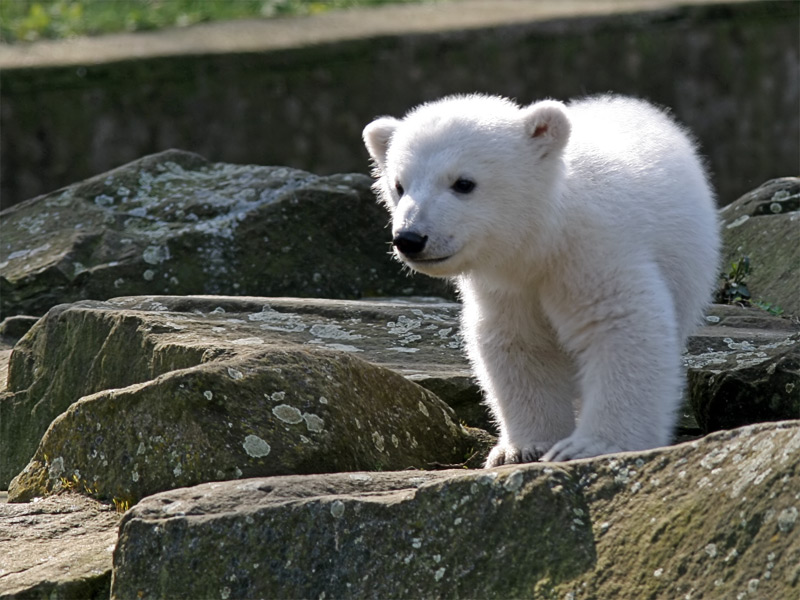
Knut la Grădina Zoologică din Berlin, 23 martie 2007.

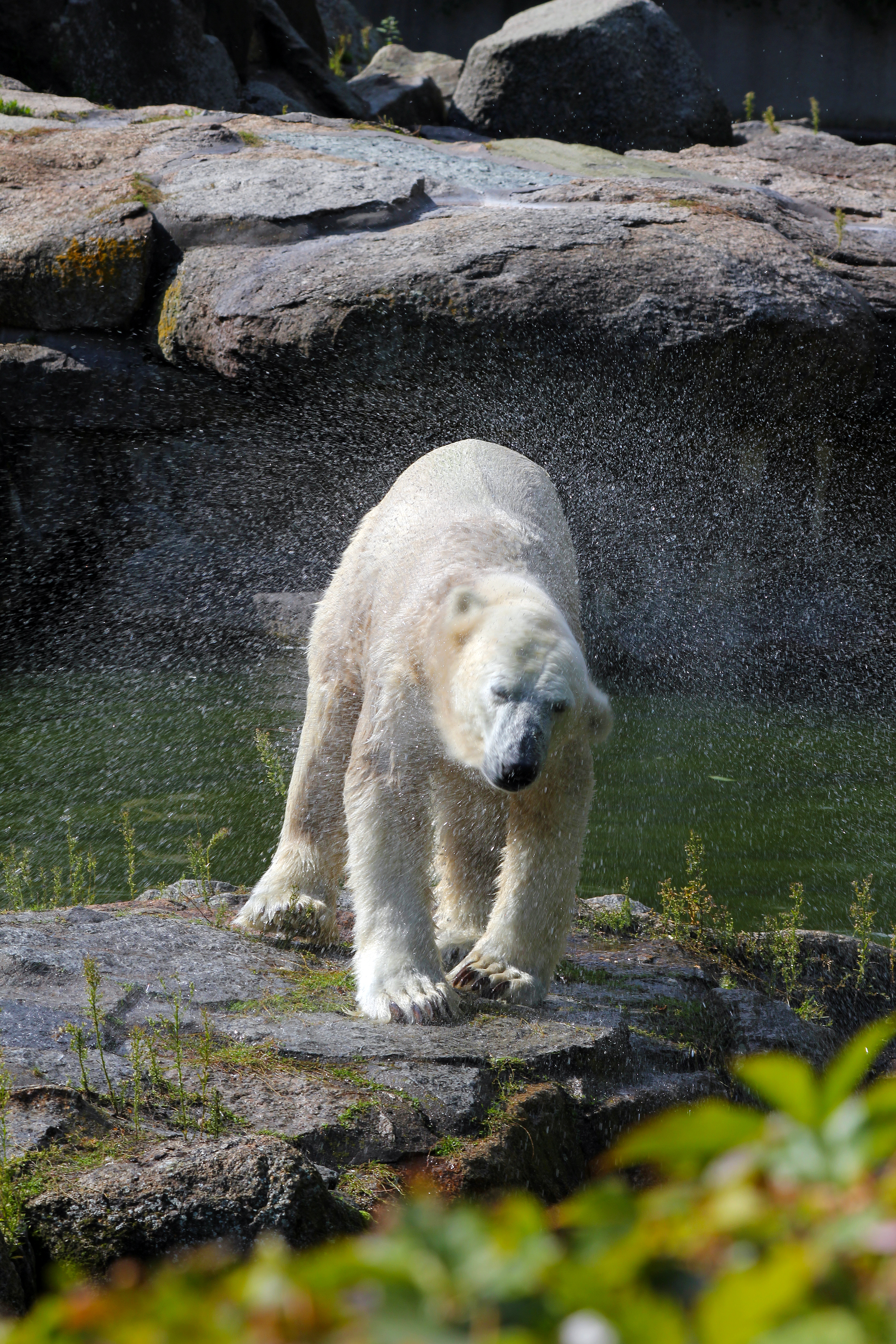
Knut în septembrie 2010.

Knut (5 decembrie 2006 – 19 martie 2011) a fost un urs polar care s-a născut în captivitate la Grădina Zoologică din Berlin. Respins de mama sa la naștere, a fost crescut de angajații de la zoo înainte de a deveni obiectul unei popularități și a unei polemici internaționale. A fost primul pui de urs polar care a supraviețuit până la vârsta adultă la Grădina Zoologică din Belin în mai mult de 30 de ani.
După ce revista germană Bild a citat un activist pentru drepturile animalelor care părea să ceară moartea micului pui, fani din întreaga lume s-au adunat în sprijinul lui. Copiii au protestat în afara grădinii zoologice și din întreaga lume s-au trimis e-mail-uri și scrisori prin care lumea și-a exprimat simpatia pentru viața puiului.
Knut este la originea fenomenului numit în mass-media "Knutmania". Din această cauză, puiul a fost în cea mai mare parte responsabil pentru creșterea semnificativă a veniturilor estimate la aproximativ cinci milioane de euro, la Zoo Berlin în 2007. Cifrele de participare au crescut cu aproximativ 30%, ceea ce face anul cel mai profitabil din istoria sa de 163 de ani.
Knut a murit în după-amiaza zilei de 19 martie 2011, la vârsta de patru ani. Cauza morții nu a fost determinată. A fost găsit plutind într-o piscină. În captivitate, urșii polari pot trăi 30 de ani.